# Leptodora kindtii
Leptodora kindtii är en kräftdjursart som först beskrevs av Wilhelm Olbers Focke 1844.  I den svenska databasen Dyntaxa används istället namnet Leptodora kindti. Leptodora kindtii ingår i släktet Leptodora och familjen Leptodoridae. Arten är reproducerande i Sverige. Inga underarter finns listade i Catalogue of Life.

## Bildgalleri

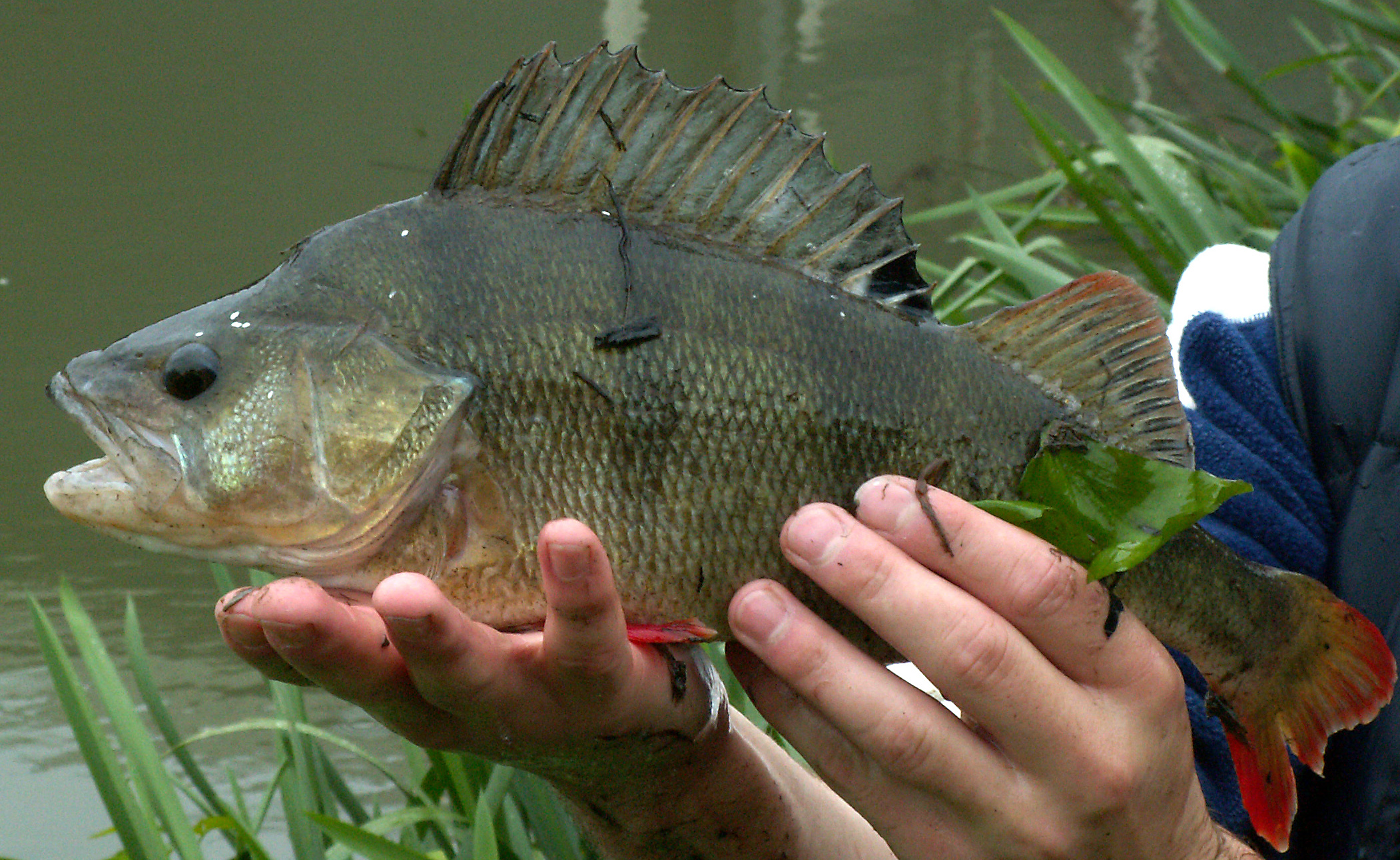
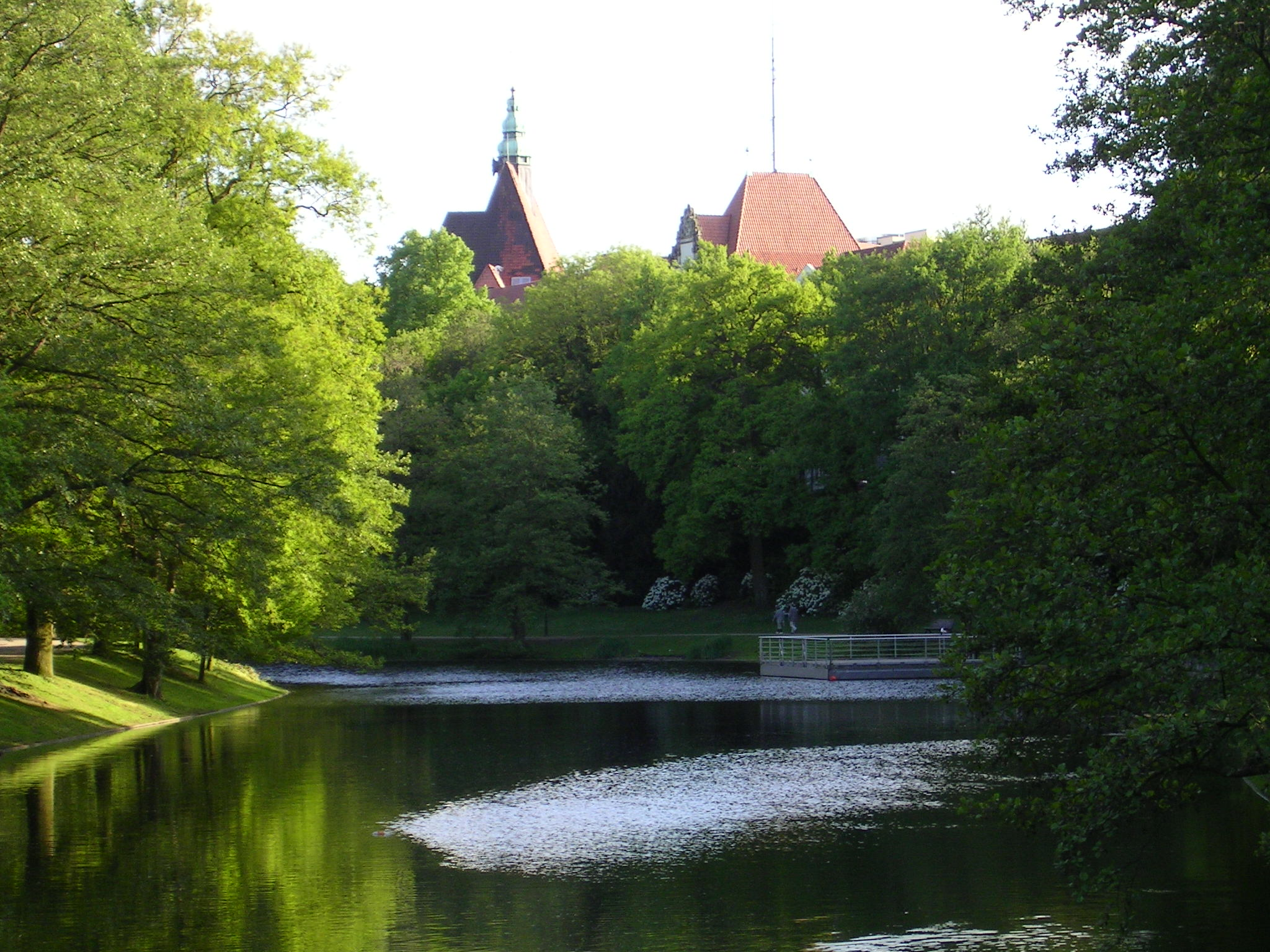